# Біологічні інокулянти
Біологічні інокулянти  — біологічні препарати, що використовують  живі культури корисних для рослин мікроорганізмів для зміцнення здоров'я культури. Найбільшу популярність та поширеність у світі препарат здобув як інокулянт для сої. В останні роки стрімко набирають популярність інокулянти для гороху, нуту, сочевиці. Але використання інокулянтів сьогодні не обмежується тільки бобовими культурами. Інокулянти використовують, також, для передпосівного обробітку насіння різноманітних сільськогосподарських культур: технічних, просапних, зернових колосових, кукурудзи та соняшнику.

## Класифікація біологічних інокулянтів
Сьогодні інокулянти на основі асоціативних ризосферних мікроорганізмів розділяють за їх здатністю до забезпечення рослини певними поживними елементами на наступні групи:
- Асоціативні і ґрунтові азотфіксатори (діазотрофи) — Azotobacter chroococcum, Azospirillum brasilense, Azotobacter vinelandii, Agrobacterium radiobacter, Flavobacterium sp — мікроорганізми, які в ризосфері рослин можуть фіксувати атмосферний азот. За оптимальних умов діазотрофи можу фіксувати 20 — 40 кг азоту на га.
- Фосфатмобілізатори — Bacillus megaterium, Bacillus polymyxa, Bacillus cereus, Enterobacter nimipressuralis, Agrobacterium radiobacter — мікроорганізми, які за рахунок продукції органічних кислот і ряду ферментів здатні забезпечувати розчинення пов'язаних форм фосфору, тим самим забезпечуючи рослину цим елементом. В оптимальних умовах можуть забезпечити до 30 — 50 кг фосфору на га.[7]
- Везикулярного-арбускулярні (ВАМ) гриби — симбіотрофні гриби роду Glomus, які здатні утворювати мікоризу з багатьма с/г культурами. Утворення мікоризи дозволяє значно підвищити площу живлення рослин, що сприяє збільшенню поглинання поживних елементів особливо фосфору і ряду мікроелементів.

Незважаючи на те, що біологічні інокулянти здатні забезпечувати рослини поживними речовинами, слід зазначити, що дані препарати не можуть бути повною альтернативою мінеральних добрив (за винятком органічного виробництва, де використання мінеральних добрив не дозволяється).

## Еволюція біологічних інокулянтів
Подальшим розвитком інокулянтів на основі корисних ризосферних мікроорганізмів є біокомплекси, які в своєму складі містять культури асоціативних азотфиксаторів, фосфат — і каліймобілізаторів, біофунгіциди. Завдяки наявності декількох штамів мікроорганізмів бікомплекси забезпечують більшу ефективність і стабільність дії в порівнянні з моноінокулянтами.
На сьогодні провідними вітчизняними фахівцями розроблено бікомплекси, які адаптовані для різних видів зернових і технічних культур. До їх складу входять активні культури азотфиксаторів, фосфат- і каліймобілізаторів, мікроорганізми-антагоністи збудників захворювань, фітогормони, амінокислоти і вітаміни, а також комплекс необхідних мікроелементів.
Отримані результати свідчать, що при оптимальному поєднанні бактеріального та фітогормонального компонентів в препараті забезпечується активізація азотфіксуючих та синтетичних процесів, які в свою чергу підвищують продуктивність рослини.

## Принцип дії біологічних інокулянтів
Культури мікроорганізмів, які входять до складу інокулянту приживаються в прикореневій зоні і позитивно впливають на рослину протягом усього періоду вегетації від сходів до моменту збирання врожаю. Основним позитивним ефектом від використання біологічних інокулянтів є оптимізація поживного режиму рослин, що пов'язано зі зростанням ферментативної активності в ризосфері рослин. Крім оптимізації поживного режиму за рахунок процесів азотфіксації, фосфат- і каліймобілізаціі, важливим фактором підвищення продуктивності культур є вироблення мікроорганізмами фізіологічно активних речовин - фітогормонів, вітамінів і амінокислот, що дозволяє стимулювати зростання рослин протягом усього періоду вегетації.

#### Обробка інокулянтами озимих зернових
Доведено, що стимуляція процесів проростання, а також росту рослин озимої пшениці на початкових етапах, забезпечені дією інокулянту, впливають на зимівлю культури. Обробка насіння озимої пшениці інокулянтом для зернових культур в 1,2 - 1,3 рази збільшує зимостійкість посівів.